# Lehké jezdectvo
Lehké jezdectvo bylo jezdectvo postrádající brnění nebo vybavené pouze jeho lehkou formou. Taktéž koně postrádali zbroj. Výhody lehkého jezdectva spočívaly v rychlosti a flexibilitě. Byli to hlavně jezdci-lučištníci nebo jezdci vybavení oštěpem či kopím. Lehké jezdectvo se nehodilo na útoky z boků nebo do středu, ale spíše pro překvapení nepřátelské armády a zasypání nepřítele kopími, oštěpy a šípy. Po útoku se mohlo rychle vzdálit.